# Schelocentrus mongolicus
Schelocentrus mongolicus är en stekelart som beskrevs av Dmitriy R. Kasparyan 1976. Schelocentrus mongolicus ingår i släktet Schelocentrus och familjen brokparasitsteklar. Inga underarter finns listade i Catalogue of Life.